# Magdalena Brzeska
Magdalena Brzeska (* 14. Mai 1978 in Gdynia, Polen) ist eine ehemalige deutsche rhythmische Sportgymnastin polnischer Herkunft. Sie ist 26-malige Deutsche Meisterin in der Rhythmischen Sportgymnastik und Olympiateilnehmerin 1996.

## Sportliche Karriere

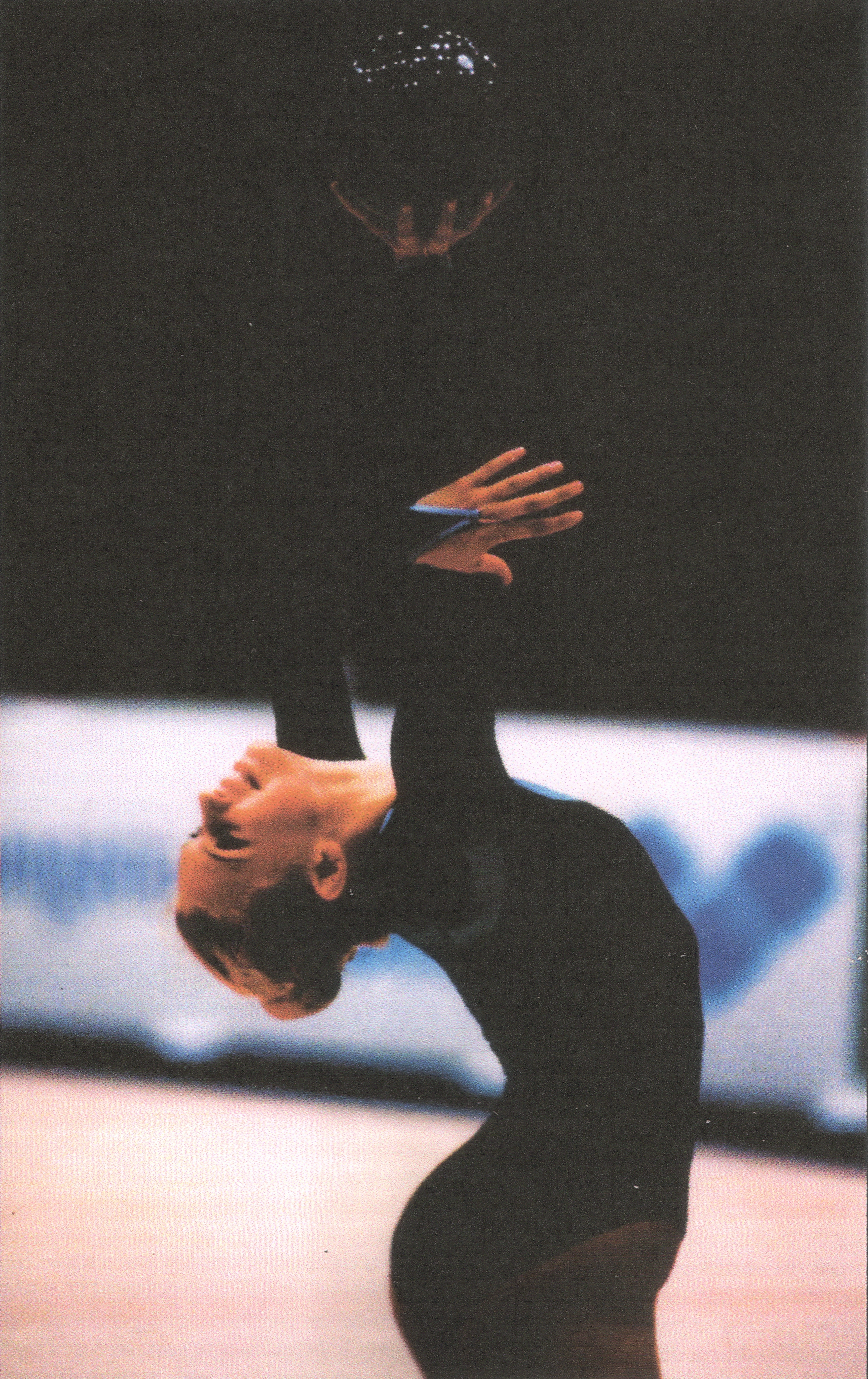
Brzeska bei den XX. Weltmeisterschaften der Rhythmischen Sportgymnastik 1996 in Budapest

Brzeska begann 1990 mit dem Training beim TSV Schmiden. Dort blieb sie sechs Jahre, holte alle ihre Meistertitel und nahm auch an Europa- und Weltmeisterschaften teil. 1992 wäre sie für die Olympischen Spiele qualifiziert gewesen, konnte aber nicht teilnehmen, da sie damals noch nicht die deutsche Staatsangehörigkeit besaß. Ihr sportlicher Höhepunkt war die Teilnahme an den Olympischen Spielen 1996 in Atlanta/USA. Danach trat sie in den TV Wattenscheid 01 Leichtathletik ein, bei dem sie noch weitere zwei Jahre trainierte. Bis 1996 wurde sie von Kristina Georgiew trainiert, ab 1996 war Livia Medilanski ihre Trainerin in Wattenscheid. Sie wechselte hierzu nach Bochum und trainierte am Olympiastützpunkt Westfalen. Am 21. Februar 1998 erklärte sie in der ZDF-Sendung das aktuelle sportstudio das Ende ihrer sportlichen Karriere.

## Weitere Aktivitäten
Magdalena Brzeska ist regelmäßiger Gast bei Show-Vorführungen, in Fernsehsendungen und in der Unterhaltungsbranche. Neben kleineren Auftritten wie beispielsweise bei der Sendung Quizfire wirkte sie 2006 bei der Pro7-Show Stars auf Eis mit. Ihr Partner war Profi-Eiskunstläufer Norman Jeschke. Am 1. September 2006 war sie in der ZDF-Show „Das große Prominenten-Turnen mit Johannes B. Kerner“ als Trainerin für die beteiligten Prominenten zu sehen.
Anfang 2006 gründete sie in ihrem Heimatverein TSV Schmiden eine „Talentschule Magdalena Brzeska“ für Nachwuchsgymnastinnen.
Für die Saison 2007/2008 erhielt sie eine Hauptrolle bei Holiday on Ice, bei der sie ohne Schlittschuhe auftrat.
Im Europäischen Jahr des interkulturellen Dialogs 2008 engagierte sich Magdalena Brzeska als Botschafterin in Deutschland. Ziel der Kampagne der Europäischen Kommission war es, die Menschen in allen 27 EU-Ländern über die Vorteile von Vielfalt zu informieren und sie zu einem interkulturellen Austausch anzuregen.
Seit März 2009 hat sie einen Werbevertrag mit dem Göppinger Modeunternehmen Wissmach.
Im Juli 2010 nahm Brzeska an der Reality-Show Solitary teil. Nach 40 Stunden verließ sie allerdings die Sendung freiwillig.
In der Ausgabe 09/2011 des Playboy-Magazins wurden Aktfotos von ihr veröffentlicht.
Magdalena Brzeska nahm 2012 an der fünften Staffel der RTL-Tanzshow Let’s Dance teil. Mit ihrem Profi-Tanzpartner Erich Klann schied sie mangels ausreichender Zuschauer-Anrufe zunächst in der vierten Runde aus, stieg aber wegen des Verzichts von Gitte Hænning in der fünften Runde wieder ein und wurde Siegerin vor Rebecca Mir.
Im Juli 2013 nahm Brzeska an der RTL-Live-Eventshow Die Pool Champions – Promis unter Wasser teil, in welcher sie sich im Finale gegen Massimo Sinató durchsetzen konnte und siegte.
Seit September 2013 ist sie bei der TSG Söflingen Leiterin eines Stützpunkts für Rhythmische Sportgymnastik, wo sie als Cheftrainerin Kinder unterrichtet.
Im November 2016 nahm sie mit ihrer Tochter Noemi Peschel an der ProSieben-Tanzshow Deutschland tanzt teil.
2021 war Brzeska Kandidatin der Reality-TV-Show Die Alm, im März 2025 der Spielshow Eltons 12.

## Privatleben
Brzeska heiratete 2001 den Fußballer Peter Peschel, mit dem sie zwei gemeinsame Töchter hat (Caprice, * 2000 und Noemi, * 2001). 2002 trennte sie sich von ihm. Im Dezember 2009 heiratete sie den ebenfalls polnischstämmigen Immobilienmakler Sebastian Sabolocka, von dem sie 2012 geschieden wurde.
Magdalena Brzeska lebte bis 2009 in Stuttgart. Nach einem Jahr in Marbella während ihrer zweiten Ehe lebte sie von Ende 2010 bis 2013 in München und zog danach nach Ulm um.

## Sonstiges
Brzeska nahm 2018 an der dritten Staffel der Wettkampfshow Ewige Helden teil.